# Thùy Anh
Nguyễn Thùy Anh (sinh ngày 3 tháng 2 năm 1995), thường được biết đến với nghệ danh Thùy Anh, là một nữ diễn viên người Việt Nam. Bắt đầu sự nghiệp từ năm 2009, cô được biết đến qua các vai diễn từ các bộ phim Bộ tứ 10A8 (2009), Đập cánh giữa không trung (2014), Cả một đời ân oán (2017), Tình yêu và tham vọng (2020) và Đừng nói khi yêu (2023).

## Tiểu sử và sự nghiệp
Thùy Anh tên đầy đủ là Nguyễn Thùy Anh, là một diễn viên nổi tiếng từ bộ phim dành cho lứa tuổi học trò có tựa đề Bộ tứ 10A8. Cô cũng tốt nghiệp khoa Quản trị kinh doanh của Học viện Ngân hàng.
Giai đoạn năm 2009-2010, sitcom Bộ tứ 10A8 là bộ phim dành cho tuổi teen thu hút được nhiều người xem nhất thời điểm bấy giờ. Sitcom này được phát sóng sau sitcom Nhật ký Vàng Anh, cũng là một một series phim dành cho tuổi teen. Thời điểm tham gia quay phim Bộ tứ 10A8, Thùy Anh mới là cô bé 14 tuổi, thú vai Phan Linh là một nữ sinh rất thích ca hát và mơ mộng. Thùy Anh được đánh giá cao về diễn xuất tự nhiên, dí dỏm như đúng độ tuổi của nhân vật, vậy nên cô cũng rất được lòng teen hâm mộ. Tuy nhiên, sau khi phần 1 kết thúc, Thùy Anh lại không tiếp tục đồng hành với Bộ tứ 10A8 nữa mà tập trung cho kỳ thi chuyển cấp.
Sau một thời gian vắng bóng trên màn ảnh nhỏ, Thùy Anh bất ngờ xuất hiện với vai diễn trong bộ phim điện ảnh Đập cánh giữa không trung. Vai diễn này là sự lột xác ngoạn mục của cô nàng Thùy Anh, từ hình ảnh cô nữ sinh trong sáng ngày nào, nay đã trở thành một cô gái xinh đẹp và quyến rũ. Trong phim Đập cánh giữa không trung, Thùy Anh và diễn viên Trần Bảo Sơn và Hoàng Hà đã có những cảnh sex khá táo bạo. Bộ phim này đã giành được nhiều giải thưởng điện ảnh cả trong nước lẫn quốc tế, đồng thời giúp Thùy Anh trở thành gương mặt diễn viên nữ trẻ triển vọng của điện ảnh Việt.
Năm 2015, Thùy Anh khiến nhiều fan hâm mộ không khỏi bất ngờ khi tuyên bố sẽ tham gia chương trình thực tế Cuộc đua kỳ thú cùng diễn viên Đăng Hoàng, người bạn thân của cô.

## Danh sách phim

### Truyền hình
| Năm  | Tựa phim               | Vai diễn  | Đạo diễn                                  | Kênh    | Nguồn |
| ---- | ---------------------- | --------- | ----------------------------------------- | ------- | ----- |
| 2009 | Bộ tứ 10A8             | Phan Linh | Nguyễn Trọng Hưng                         | VTV3    | [ 2 ] |
| 2017 | Cả một đời ân oán      | Tú        | Trọng Trinh, Vũ Trường Khoa, Bùi Tiến Huy | VTV3    | [ 4 ] |
| 2018 | Biệt đội 12A1          | Minh      | Hiếu Vick                                 | SCTV14  |       |
| 2020 | Tình yêu và tham vọng  | Ánh       | Bùi Tiến Huy                              | VTV3    | [ 5 ] |
| 2022 | Nhỏ to chốn văn phòng  | Hải Mi    | Nguyễn Phan Quang Bình, Vũ Hồng Dương     | Netflix |       |
| 2023 | Đừng nói khi yêu       | Phương Ly | Bùi Tiến Huy                              | VTV3    | [ 6 ] |
| 2023 | Chúng ta của 8 năm sau | Như Ý     | Bùi Tiến Huy                              | VTV3    |       |

### Điện ảnh
| Năm  | Tựa phim                  | Vai diễn | Đạo diễn          | Nguồn |
| ---- | ------------------------- | -------- | ----------------- | ----- |
| 2015 | Đập cánh giữa không trung | Huyền    | Nguyễn Hoàng Điệp | [ 3 ] |
| 2018 | Gái già lắm chiêu 2       | Kiki Ngô | Bảo Nhân, Namcito | [ 7 ] |
| 2020 | Gái già lắm chiêu 3       | Kiki Ngô | Bảo Nhân, Namcito | [ 8 ] |
| 2021 | Rừng thế mạng             | Khanh    | Trần Hữu Tấn      | [ 9 ] |
| 2025 | Lật mặt 8: Vòng tay nắng  | Lan      | Lý Hải            |       |

## Giải thưởng
| Năm  | Giải thưởng                             | Hạng mục                               | Tác phẩm                  | Kết quả | Nguồn  |
| ---- | --------------------------------------- | -------------------------------------- | ------------------------- | ------- | ------ |
| 2014 | Liên hoan phim quốc tế Hà Nội lần thứ 3 | Diễn viên nữ chính xuất sắc nhất       | Đập cánh giữa không trung | Đề cử   | [ 10 ] |
| 2020 | Ngôi Sao Xanh                           | Nữ diễn viên truyền hình xuất sắc nhất | Tình yêu và tham vọng     | Đề cử   |        |